# Соньора, Джоуэл
Джоуэл Соньора (англ. и исп. Joel Soñora; 15 сентября 1996, Даллас, Техас, США) — американский и аргентинский футболист, полузащитник клуба «Уракан».

## Биография

### Клубная карьера
Соньора — воспитанник «Бока Хуниорс».
22 января 2016 года «Бока Хуниорс» и немецкий «Штутгарт» достигли договорённости о переходе Соньоры в «Штутгарт II». Игрок подписал с фарм-клубом контракт до лета 2018 года. За «Штутгарт II» в Третьей лиге дебютировал 30 января в матче против «Эрцгебирге Ауэ», выйдя на замену в конце второго тайма вместо Макса Безушкова. 5 сентября в матче Региональной лиги «Юго-Запад» против «Нёттингена» забил свой первый гол за «Штутгарт II».
14 января 2018 года Соньора вернулся в Аргентину, отправившись в аренду в «Тальерес» до конца года с опцией выкупа. За «Тальерес» дебютировал 25 августа в матче против «Химнасии Ла-Плата», отметившись результативной передачей после выхода на замену вместо Хуана Рамиреса на 84-й минуте. В начале 2019 года Соньора перешёл в «Тальерес» на постоянной основе. 1 февраля в матче против «Банфилда» забил свой первый гол за «Тальерес».
1 августа 2019 года Соньора отправился в аренду в «Арсенал де Саранди» на сезон 2019/20. Свой дебют за «Арсенал», 5 августа в матче против «Годой-Круса», отметил голом.
В июле 2021 года Соньора, не придя к договорённости по новому контракту с «Тальересом», подписал контракт с «Банфилдом» сроком до декабря 2023 года. За «Банфилд» дебютировал 14 июля в матче ⅛ финала Кубка Аргентины 2020 против «Сан-Тельмо», заменив во втором тайме Лусиано Понса. 30 ноября в матче против «Индепендьенте» забил свой первый гол за «Банфилд».
1 февраля 2022 года Соньора отправился в аренду в «Велес Сарсфилд» до конца года с опцией выкупа. За «Велес» дебютировал 15 февраля в матче Кубка Профессиональной лиги 2022 против «Росарио Сентраль», выйдя на замену в конце второго тайма вместо Николаса Гараяльде. 26 апреля в матче группового этапа Кубка Либертадорес 2022 против уругвайского «Насьоналя» забил свой первый гол за «Велес». 23 августа договор аренды Соньоры был досрочно расторгнут, в связи с чем «Банфилд» предоставил «Велесу» 10 %-ную долю от суммы будущей продажи игрока.
26 августа 2022 года Соньора перешёл в клуб чемпионата Португалии «Маритиму». Дебютировал за «Маритиму» 4 сентября в матче против «Санта-Клары». 18 декабря контракт Соньоры с «Маритиму» был расторгнут по обоюдному согласию сторон.
7 февраля 2023 года братья Соньора на правах свободных агентов присоединились к клубу чемпионата Мексики «Хуарес». Джоуэл дебютировал за «Хуарес» 12 марта в матче против «Некаксы», заменив в конце второго тайма Хайме Гомеса. 26 июня Джоуэл покинул «Хуарес».
27 июля 2023 года Соньора на правах свободного агента подписал контракт с «Ураканом» до 31 декабря 2024 года. Дебютировал за «Уракан» 20 августа в матче стартового тура Кубка Профессиональной лиги 2023 против «Банфилда».

### Международная карьера
В составе сборной США до 17 лет Соньора участвовал в юношеском чемпионате КОНКАКАФ 2013.
В составе сборной США до 20 лет Соньора участвовал в молодёжном чемпионате мира 2015.

### Личная информация
Джоуэл — сын футболиста Диего Соньоры. Его младший брат — Алан, также футболист.